# Bang (Cameroun)
Pour les articles homonymes, voir Bang.
Bang  est un village du Cameroun situé dans le département du Donga-Mantung et la Région du Nord-Ouest, à proximité de la frontière avec le Nigeria, en pays Mfumte. Il fait partie de la commune de Nwa.

## Population
En 1970 la localité comptait 401 habitants, principalement du clan Yamba.
Lors du recensement de 2005, 504 habitants y ont été dénombrés, dont 230 hommes et 274 femmes. Ceux-ci sont répartis dans les quartiers de Bugo, Bankan, Bangang et Bang. Par contre, la majorité d'entre eux faisaient partie du clan Mfumte. C'est l'une des 16 localités où l'on parle le mfumte, une langue des Grassfields.
49 personnes vulnérables habitaient à Bang pendant l'été de 2011, moment où les données ont été récoltées. Celles-ci n'ont accès à aucune ressource sociale vu que des programmes d'aide n'existent pas.

## Agriculture et élevage
L'agriculture est importante à Bang. Parmi les plantes cultivées, on trouve du maïs, des plantains, des bananes, du sorgho, des fèves, du soya, du manioc, des pommes de terre, du taro, des palmiers à huile, des papayes et des oranges.
L'élevage est peu développé à Bang. Cependant, dans toute la commune, on élève des chèvres, des moutons, des porcs, des cochons d'Inde, des poules et des lapins.

## Éducation
Il y a une seule école à Bang, St Kisito CS. Cette école primaire privée gérée par une mission catholique a été fondée en 2010. Elle comptait, pendant l'été de 2011 (moment où les données ont été récoltées), 44 étudiants et un maître-parent. L'école ne possède pas de table-bancs. Les deux des bâtiments de l'école sont en bon état. L'école ne possède pas de latrines. Une association parent-enseignants existe.

## Santé
Il n'y a pas de centre de santé à Bang.

## Eau et ressources énergétiques
Il n'y a pas de source d'eau potable sanitaire à Bang. Les habitants du village doivent donc s'approvisionner à des points d'eau qui pourraient contenir des pathogènes et autres produits nocifs pour la santé.
Bang, comme tous les autres villages de la commune de Nwa, n'est pas électrifié.

## Commerce
Il n'y a pas de marché à Bang.

## Ressources minières
D'importants indices de minerai de fer ont été trouvés dans les environs de Bang. Par contre, aucune tentative de prospection n'a eu lieu.

## Transports
Bang est connecté à une route rurale. Par contre, la route est en très mauvais état. En effet, aucune route dans la commune de Nwa est pavée, et elles sont d'habitude uniquement accessible par des véhicules tout-terrains, même pendant la saison sèche.

## Travaux publics et développements futurs
Selon le Plan de Développement Communal du Conseil de Nwa, écrit dans l'optique de faire du Cameroun une économie émergente en 2035, on prévoit la complétion des projets suivants à Bang :
- construire l'école primaire GS Bang ;
- construire un système d'approvisionnement en eau à Bang ;
- construire un centre communautaire ;
- ouvrir la route entre Bang et Kom ;
- construire un pont sur la rivière Shwie sur la route entre Bang et Jui ;
- aplanir la route entre Koffa et Bang et construire trois caniveaux sur celle-ci ;
- entretenir la route entre Mballa et Bang ;
- aplanir la route passant par Lih, Bang et Ngomkow et l'entretenir ;
- créer trois pépinières de 4 500 plants chacune (une d'acajou, une d'iroko et une de palmier à huile amélioré).